# 문명

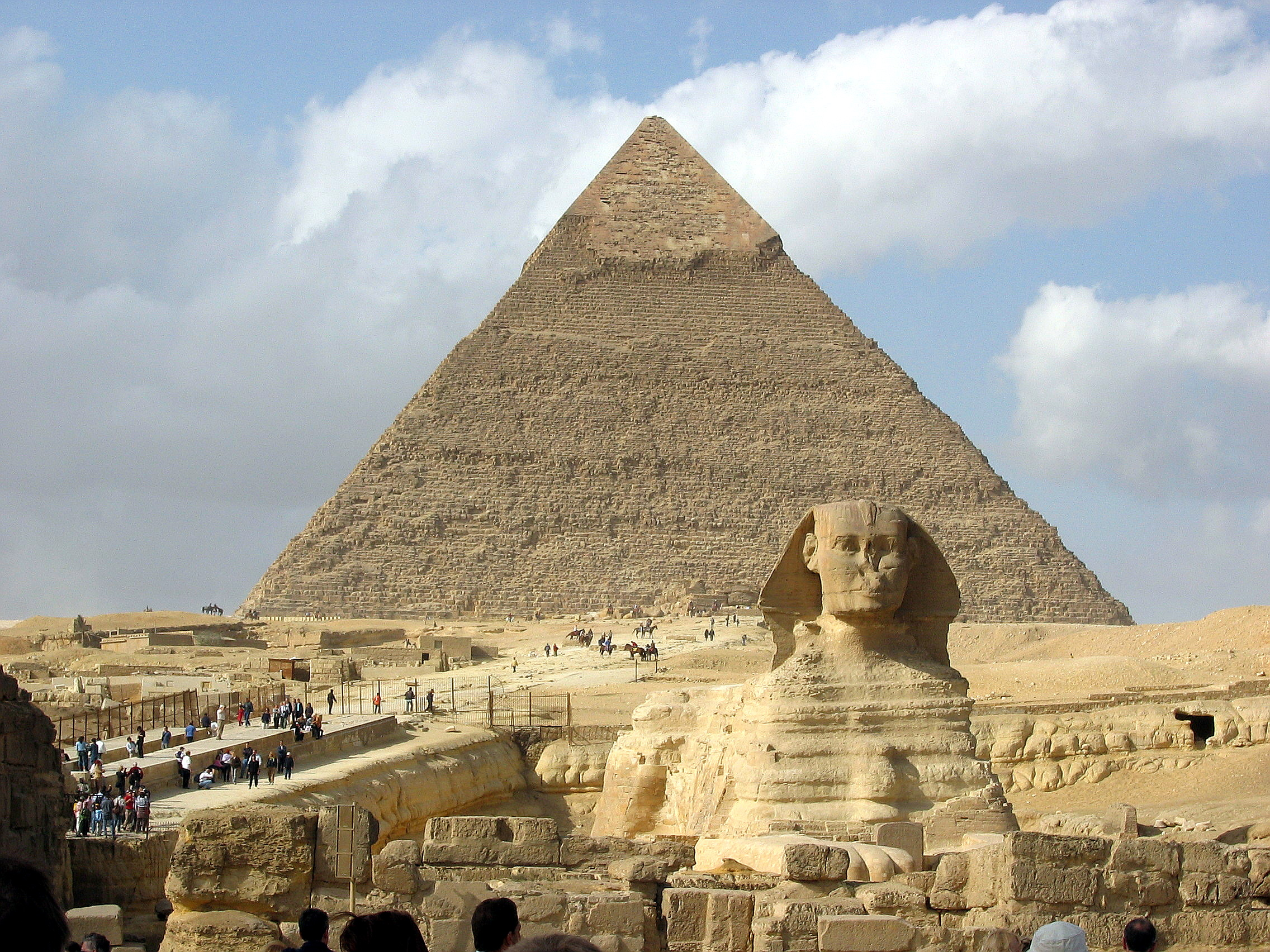

문명(文明, civilization)은 고도로 발달한 인간의 문화와 사회를 말한다. 즉, 인류가 이룩한 물질적, 기술적, 사회 구조적인 발전. 자연 그대로의 원시적 생활에 상대하여 발전되고 세련된 삶의 양태를 뜻한다.
문명은 국가의 발전, 사회 계층화, 도시화, 수화나 구어를 넘어선 의사소통의 상징적 시스템(즉, 글쓰기 시스템과 그래픽 아트)을 특징으로 하는 복잡한 사회이다.
문명에는 농업, 건축, 인프라, 기술 발전, 통화, 과세, 규제 및 노동 전문화와 같은 기능이 포함된다.
역사적으로 문명은 더 크고 덜 발전된 문화와는 대조적으로 더 크고 "더 발전된" 문화로 이해되어 왔다. 이러한 넓은 의미에서 문명은 유목민, 신석기 사회 또는 수렵채집 문화를 포함하여 중앙 집중화되지 않은 부족 사회와 대조된다. 그러나 때로는 문명 자체 내에서 발견되는 문화와 대조되기도 한다. 문명은 집약적 농업, 광업, 소규모 제조 및 무역에 종사하는 지배 엘리트와 하위 도시 및 농촌 인구가 있는 계층적 사회 계층으로 나누어진 인구 밀도가 높은 정착지로 조직되어 있다. 문명은 권력을 집중시켜 다른 인간을 포함하여 자연의 나머지 부분에 대한 인간의 통제를 확장한다.
문명이라는 단어는 라틴어 civitas, 즉 '도시'와 관련이 있다. 내셔널 지오그래픽 협회(National Geographic Society)는 다음과 같이 설명했다. "문명이라는 단어의 가장 기본적인 정의가 '도시로 구성된 사회'인 이유는 바로 이것이다." 문명의 가장 초기 출현은 일반적으로 서구의 신석기 혁명의 마지막 단계와 연결된다. 아시아는 도시 혁명과 국가 형성의 상대적으로 빠른 과정, 즉 지배 엘리트의 출현과 관련된 정치적 발전으로 절정에 이른다.

## 역사
문명(civilization)이라는 용어는 라틴어의 시비스(civis:시민)나 시빌리타스(civilitas:도시)에서 유래하였으며, 오늘날 주로 사용되는 문명이란 낱말은 18세기쯤에 사용되기 시작한 어휘로서 유럽의 국가 형성과 관련된다. 특히 프랑스에서 식민지 개척 과정 중 유럽과 비유럽의 차별성 혹은 '문명'과 '야만'을 차별성을 두기 위해 사용하기 시작했다.
이는 사전적으로 인류가 이룩한 물질적·사회적 발전이라 정의되지만, 실제에 있어 매우 다양한 뜻으로 쓰인다. 이는 문명을 문화와 대치(對置)되는 것으로 파악하는 입장과 문화의 한 부분으로써 파악하는 입장으로 크게 나누어 볼 수 있는데, 전자는 독일철학이나 사회학에서 전통적으로 볼 수 있으며 인류의 정신적이고 가치적인 소산을 문화라고 하는데 대하여 물질적 기술적 소산을 문명이라고 한다. 이 견해는 현재 통속적인 용법으로 널리 보급되어 사용되고 있다.
후자의 견해는 제2차 세계대전 후 문화 인류학의 보급에 따라 일반화되었다. 이에 따르면 문화 중에서 도시적인 요소, 고도의 기술, 작업의 분화, 사회의 계층분화를 갖는 복합문화(문화의 복합체)를 큰 단위로써 파악한 총체를 문명이라고 한다. 따라서 커다란 문화라는 범위 속에 물질적 요소를 가리키는 용어로써 문명이 존재한다는 것이다.
그 밖에 18세기 몽테스키외나 루소 등의 백과전서파는 문명을 야만(barbarism)과 대치시키지 않고 봉건제·군주제와 대치시켜 문명이란 말 속에 봉건사회에서 시민사회로의 진보라는 뜻과 계몽의 의미를 포함시켰고, 고대에서 현대에 이르는 모든 세계문명을 포괄적으로 다룬 드문 역사가인 토인비는 문명의 단위를 국가보다는 크고 세계보다는 작은 중간적인 범위에서 구하였다.

## 문명과 문화의 차이
문명이란 인류가 생활하면서 이루어 놓은 모든 상황적 기반을 뜻한다. 그러므로 문화(文化, culture)와는 차이가 있음을 뜻한다. 태고적 원시 인류나 현존 미개인들도 나름대로의 문화를 가지고 있다고 볼 수 있지만 문명은 그보다 발전된 문화의 단계를 의미하고 있다.
이것이 학문적인 문명 단계의 구별은 문자와 청동기의 사용, 도시의 출현 등이 자주 거론되는 이유이다. 다시 말하면 문화(culture)는 경작(cultivation)을 의미하는 'culture'에서, 문명은 도시(city)를 의미하는 'civitas'에서 유래하였다는 데서 찾을 수 있다. 따라서 문명과 문화의 중요한 차이점을 문명은 물질적 발달을 강조하는 데 비해 문화는 물질이나 정신을 모두 총칭하는 데 있다는 점에 유념할 필요가 있다.
현대에 들어서는 승리한 서구 문명이 근현대 문명의 기반이 되었이다.

## 같이 보기
- 문명 비평
- 이집트 문명
- 메소포타미아 문명
- 인더스 문명
- 황하 문명
- 마야 문명
- 아즈텍 문명
- 잉카 문명
- 그리스 문명